# Disques Pierre Verany
Disques Pierre Verany ist ein unabhängiges französisches Musiklabel, das sich auf klassische und alte Musik konzentriert. Es wurde nach seinem Gründer Pierre Verany benannt und ist später Teil des Labels Arion geworden. Laut Discogs wurde die erste LP 1975 veröffentlicht.
Zu den mit dem Label verbundenen Künstlern gehören u. a. die Organisten François-Henri Houbart und Jean Guillou, die Pianisten Leonard Hokanson und Thérèse Dussaut sowie Ensembles wie Les Percussions de Strasbourg.

## Veröffentlichungen (Auswahl)
- François-Henri Houbart: Bach – Préludes et Fugues Chorals (1984)
- François Couperin: Messe pour les couvents, Messe pour les paroisses (1985)
- Jean Guillou: J. S. Bach – Toccatas et Fugues (1986)
- Münchner Rundfunkorchester, Kurt Redel: Grandes Ouvertures Françaises (1986)
- Kurt Redel, Leonard Hokanson: Beethoven – Thèmes et Variations Op. 107 - Sonate En Si Bémol Majeur (1986)
- Les Percussions de Strasbourg, Chœur Contemporain, Roland Hayrabedian: Stravinsky – Noces / Ohana – Cantigas (1987)
- Thérèse Dussaut: Maurice Ravel – L'œuvre Pour Piano Vol. 1 (1987)
- Mondonville, Christophe Rousset, Florence Malgoire: Pièces de Clavecin en Sonates avec Accompagnement de Violon (1990)
- Johann Melchior Molter, Jean-Claude Veilhan, Académie Sainte Cécile, Philippe Couvert: Six Concertos pour Clarinette (1992)
- Amaryllis Consort, Musica Antiqua: Demantius – Danses & Madrigaux (1993)
- Orchestre Paul Kuentz, Takashi & Sylvia Ochi / Jean-Marc Labylle / Fernand Corbillon / Monique Frasca-Colombier / Laurence Paugam: Vivaldi – Six Concertos Rares = Six Rare Concertos (1995)
- Barbara Schlick, Choeur et Orchestre Paul Kuentz: W.A. Mozart – Grande Messe en Ut Mineur K 427 (1995)
- Mario Raskin, Oscar Milani: Piazzolla: Tangos pour 2 Clavecins (1998)
- Eric Aubier, Orchestre De Bretagne, Jean-Jacques Kantorow: Escaich - Ohana - Bacri - Resurgences - Concertos pour Trompette - The French Trumpet Vol. 2 (2003)
- Jean-Christophe Spinosi, Ensemble Matheus: Concerti Con Multi Strumenti (2007)